# Rebel Extravaganza
Rebel Extravaganza este cel de-al patrulea album de studio al formației Satyricon. Albumul marchează o schimbare a stilului muzical, formația distanțându-se de True Norwegian Black Metal și experimentând cu elemente industrial metal. Această schimbare a fost primită cu reticență de criticii muzicali dar, în ciuda acestui fapt, Rebel Extravaganza a fost primul album Satyricon care a intrat în clasamentul norvegian.
Revista Terrorizer a clasat Rebel Extravaganza pe locul 29 în clasamentul "Cele mai bune 40 de albume black metal". Aceeași revistă a clasat albumul pe locul 4 în clasamentul "Cele mai bune 40 de albume ale anului 1999".

## Lista pieselor
1. "Tied In Bronze Chains" - 10:56
2. "Filthgrinder" - 06:39
3. "Rhapsody In Filth" - 01:39
4. "Havoc Vulture" - 06:45
5. "Prime Evil Renaissance" - 06:13
6. "Supersonic Journey" - 07:50
7. "End Of Journey" - 02:19
8. "A Moment Of Clarity" - 06:40
9. "Down South, Up North" - 01:14
10. "The Scorn Torrent" - 10:24

## Personal
- Satyr - vocal, chitară, chitară bas, sintetizator
- Frost - baterie

## Clasament
| Țara     | Poziția |
| -------- | ------- |
| Finlanda | 27      |
| Norvegia | 32      |